# Prioriteringsregel
Prioriteringsregeln eller prioritetsregeln är ett begrepp inom taxonomisk botanik. Det första namn eller epitet som är giltigt vetenskapligt publicerat skall användas. Exempelvis skall bergros heta Rosa pendulina som Linné publicerade år 1753 och inte Rosa pendula, publicerat av Salisbury 1796.
Ibland kan man dock behöva förkasta ett äldre namn, som t.ex. Betula alba L. (1753), eftersom detta är en sammanblandning av två arter, vårtbjörk och glasbjörk.
Namnet har förkastats genom beslut av IBC.
Det händer att det publiceras vetenskapliga namn som redan använts. Detta nya namn blir då en homonym, och det nya namnet blir helt oanvändbart, ett nomen illegitimum. Ett vetenskapligt namn får aldrig återanvändas för en annan organism. Det är enbart det först publicerade namnet som kan användas.
Ett undantag är när ett äldre epitet inte kan användas i en ny kombination.
Exempel:
Arten falsk rödmalva har publicerades under namnet Lavatera cretica av Linné 1753. När senare forskning visade sig att arten hör hemma i släktet Malva krävdes ett nytt namn. Prioriteringsregeln säger att epitetet cretica skall användas. I det här fallet är det dock så att Malva cretica redan är upptaget, då Cavanilles publicerade det 1786 för en annan art. Ett nytt namn för falsk rödmalva fick skapas och det blev Malva linnaei, publicerat av M.F.Ray 1998.